# Microveliinae
Microveliinae (лат.) — подсемейство клопов семейства Veliidae.

## Описание
Мелкие клопы длиной тела до 2,7 мм. Передние лапки одночлениковые, средние и задние двучлениковые.

## Классификация
Подсемейство разделяется на три трибы. В мировой фауне около 330 видов в составе более 30 родов.
- Aegilipsicola
- Afrovelia
- Baptista
- Drepanovelia
- Euvelia
- Geovelia
- Hebrovelia
- Husseyella
- Lacertovelia
- Lathrovelia
- Microvelia
- Microvelopsis
- Nesidovelia
- Neusterensifer
- Papuavelia
- Petrovelia
- Phoreticovelia (Phoreticovelia disparata)
- Polhemovelia
- Pseudovelia
- Tanyvelia
- Tarsovelia
- Tarsoveloides
- Tonkuivelia
- Veliohebria
- Xiphovelia
- Xiphoveloidea

## Распространение
Встречаются по всему миру, высокого разнообразия достигают в тропических и субтропических регионах.